# Toscolano Maderno
Toscolano Maderno (Toscolà Madéren in dialetto gardesano) è un comune italiano di 7 660 abitanti della provincia di Brescia in Lombardia.
Rispetto al capoluogo di provincia è in posizione nord-est a una distanza di circa 40 chilometri. È situato sulla sponda bresciana, quindi occidentale, del lago di Garda. Fa parte del parco regionale dell'Alto Garda Bresciano. In questo comune si trova il monte Pizzocolo.
Toscolano e Maderno sono due centri che nel tempo si sono estesi fino a conurbarsi; il confine tra le due frazioni è rappresentato dal torrente Toscolano. Dal punto di vista amministrativo furono comuni autonomi fino al 1928.

### Territorio

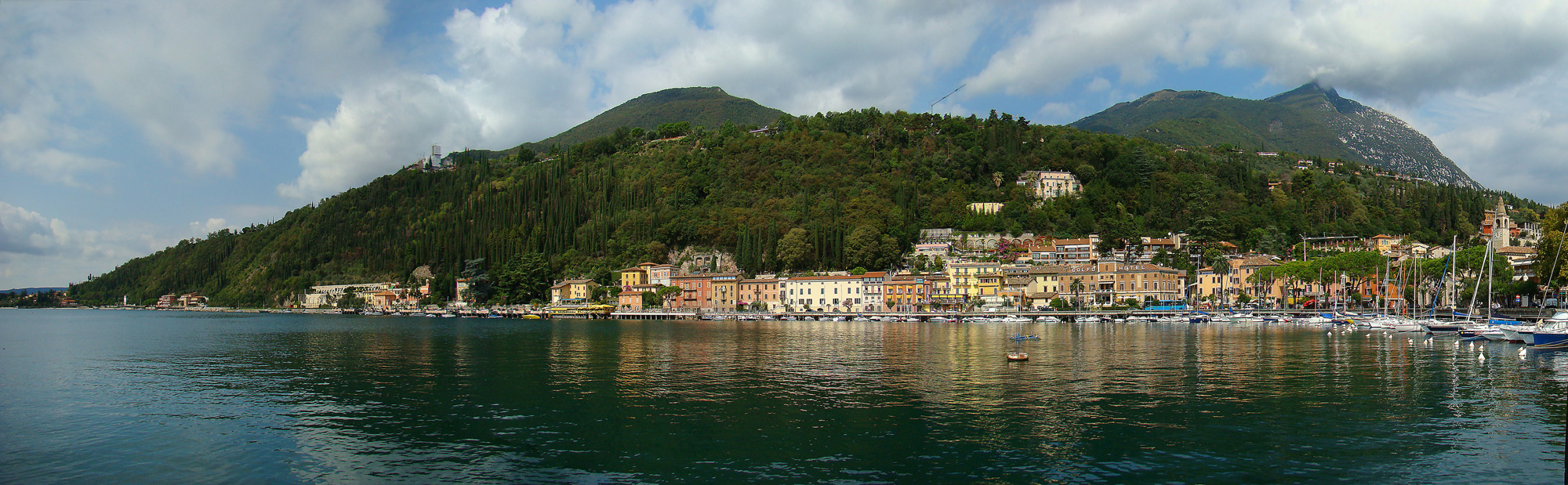
Panorama del golfo di Maderno

## Geografia fisica

### Clima
Grazie alla sua posizione protetta dalle montagne ed all'azione mitigante del Lago di Garda, gran parte del torritorio comunale gode di un clima che può definirsi mediterraneo (Csa) con inverni relativamente brevi e miti ed estate calde e piuttosto prolungate.

## Storia

### Età antica
Toscolano
Il primo insediamento documentato, pare sia stato proprio per opera degli Etruschi nella zona del porto di Toscolano alla quale fu dato il nome di Benàco, poi sostituito da Tusculanum. Toscolano è ricordato, in particolare, perché nel I secolo d.C. la nobile famiglia romana dei Nonii costruì una stupenda villa nei pressi dell'ingresso alla cartiera. Sarebbe stata di proprietà del console romano Marco Nonio Macrino. Oggi si possono ancora ammirare i ruderi e pavimenti in mosaico venuti alla luce nel 1967 a seguito dei lavori di scavo per la posa della fognatura. All'interno del parco della villa romana si trovavano due templi: uno dedicato a Giove, sulle cui rovine è sorto il Santuario della Madonna del Benaco.

### Età medievale
Chiesa romanica di Maderno
L'epoca della sua costruzione è incerta. Si presume che fu innalzata fra l'VIII e il XII secolo. Come incerta è la sua origine. Studiosi affermano che fu edificata sulle fondamenta di un tempio pagano, dedicato ad Apollo. Tale tempio venne demolito dopo il 415 d.C. in seguito ai decreti dell'imperatore Onorio che stabilivano l'eliminazione dei tempi pagani. La chiesa è dedicata a Sant'Andrea.
Magnifica Patria
Nel 1310 Maderno divenne capoluogo della riviera bresciana e vi si installarono i vari organismi amministrativi che rimasero fino al 1377, anno in cui Beatrice della Scala decise di trasferire a Salò la sede della Magistratura e del capoluogo della riviera. Per questo affronto i madernesi da quel giorno la denominarono “Regina cagna”. Maderno, spogliata dei suoi privilegi, iniziò la sua decadenza.
Produzione della carta
Le origini industriali di Toscolano e di Maderno risalgono al 1300 in località "Camerate" dove sorse la prima fabbrica di carta. È del 17 ottobre 1381 un documento notarile conservato in cui si regolamentavano in nove punti la suddivisione e l'utilizzo delle acque del fiume. Nel Quattrocento sono stati documentati stabilimenti in numerose località. Dal lago fino all'interno della cosiddetta Valle delle cartiere e fino al XVI secolo la zona ebbe importanza primaria fra i territori della Repubblica di Venezia. I comuni di Toscolano e Maderno diventarono il primo polo cartaio grazie all'eccellente qualità della carta prodotta, molto chiara, resistente e adatta alla stampa. Toscolano e Maderno furono tra i primi e più importanti luoghi di produzione in Europa.
Santuario di Supina
Sul terreno denominato Supina sorge il Santuario di Supina eretto alla fine del Quattrocento. Dedicato alla Vergine Annunciata, è un esempio di architettura religiosa tardo quattrocentesca.
Sant'Ercolano
Maderno è legato alla memoria del vescovo di Brescia sant'Ercolano, vissuto nel VI secolo. Questi si rifugiò in una grotta presso Campione del Garda, per penitenza o perché perseguitato. Quando morì le sue spoglie furono contese tra gli abitanti della riviera per cui, secondo la leggenda, furono poste in una barca che fu abbandonata in balìa delle onde e del vento. Il giorno dopo questa barca approdò nel golfo di Maderno. Nel 1455 fu riconosciuto protettore di tutta la riviera.

### Età moderna
Chiesa parrocchiale di Toscolano
La chiesa parrocchiale di Toscolano, fondata nel 1571 e dedicata ai santi Pietro e Paolo, fu per lungo tempo sede estiva della diocesi di Brescia. Essa contiene un importante ciclo pittorico dell'artista veneziano Andrea Celesti.
Chiesa parrocchiale di Maderno

Sul luogo dove si trova ora la chiesa parrocchiale di Maderno sorgeva, fin dal Medioevo un castello con quattro torri. L'utilizzo delle fondamenta del castello determina il curioso allineamento dell'attuale chiesa parrocchiale. Infatti l'abside non è orientata a est bensì a sud. Delle quattro torri del precedente castello è rimasto solo l'attuale campanile. Successivamente il palazzo cominciò ad andare in rovina fino a quando il 25 giugno 1645 un terribile incendio lo distrusse completamente. Soltanto un secolo dopo ebbe inizio la costruzione della nuova parrocchiale, terminata soltanto nel 1825.
Epidemia di peste e declino della valle delle cartiere
L'industria cartaria a Toscolano e Maderno continuò a fiorire. Esistono documenti del 1608 che contano ben 160 “ruote da carta” sparse sulle sponde del torrente Toscolano. Questo periodo florido terminò con l'arrivo dell'epidemia di peste che a metà del XVII secolo portò al collasso la quasi totalità dell'attività cartaria. La manodopera fu decimata, dato che perì circa la metà degli abitanti di Toscolano e di Maderno, e le cartiere vennero abbandonate, anche per la convinzione che gli stracci, materia prima per la produzione della carta, fossero un veicolo di contagio. Si dovette arrivare agli inizi del Settecento perché la zona si ripopolasse, si ricreassero le figure professionali e le condizioni per ricominciare a produrre. Sul finire del secolo tuttavia, agli albori dell'industrializzazione, i cartai di Toscolano, troppo legati ai metodi artigianali, ormai superati, si mostrarono restii all'introduzione di macchinari innovativi, non furono in grado di rimanere al passo coi tempi, e percorsero la via di un inevitabile declino che nel corso dell'Ottocento portò alla chiusura di numerose cartiere.

### Età contemporanea
La nuova cartiera
Il 5 novembre 1905 le ditte Andrea Maffizzoli e la F.lli Maffizzoli si fusero in una nuova società. Lo scopo della nuova società è quello di espandere nelle due fabbriche l'attività della macchina continua nonché quello di costruire un grande stabilimento in località “Capra” a Toscolano, con i più moderni apparecchi anche per la preparazione della pasta di legno in modo da aumentare la produzione e l'impiego della manodopera. I lavori per il nuovo stabilimento di “Capra” iniziarono nel 1906 e terminarono nel 1910. Tale cartiera è ancora in funzione sebbene le pesanti modifiche e migliorie effettuate nel corso dei decenni abbiano completamente stravolto l'antico manufatto storico. Oggi la cartiera fa parte della società Burgo Group.
Il fascismo
L'attuale comune di Toscolano Maderno è stato costituito il 14 giugno 1928 dalla fusione dei due centri di Toscolano e Maderno, abitati che vantano entrambi origini molto antiche: il primo etrusche ed il secondo romane. 
Tra il 1943 e il 1945 un altro elemento storico si inserì del comune di Toscolano Maderno. Con la costituzione della Repubblica Sociale Italiana avvenuta dopo la liberazione di Benito Mussolini dal Gran Sasso e il suo trasferimento a Gargnano, buona parte degli uffici ministeriali e amministrativi della capitale si sono trasferiti, con il relativo personale, a Toscolano Maderno e negli altri comuni circonvicini. Venne occupato l'edificio scolastico nel quale si installò il Ministero dell'Interno. Diversi alberghi e abitazioni private vennero riconvertiti in favore della neo repubblica.
Il dopoguerra
Con il termine dell'ultimo conflitto mondiale, il turismo ebbe a Toscolano Maderno un notevole sviluppo. Furono ristrutturati e costruiti nuovi alberghi. Nel 1945 a fronte di numerosissime richieste di ospitalità, diviene quasi impossibile accogliere tutti i turisti. Ragione per cui il turismo è divenuto una delle principali attività economiche insieme a quella dell'industria cartaria.
Il 7 aprile 1958 una frana, staccatasi da sotto la chiesa di Maclino, blocco la strada statale che collega Maderno con Bornico. Per alcuni mesi la frana rese difficoltosi i collegamenti e il paese visse un breve periodo di isolamento. Ancora oggi la collina della frana è nota come "Rovinato" (in dialetto "Ruinà").

### Simboli
Fra il 2021 e il 2023 è stato completato l'iter per la decretazione ufficiale dello stemma, prima mancante in quanto normato in modo lacunoso solo nello statuto comunale. Il decreto ha stabilito le caratteristiche, ora definitive, dello stemma di Toscolano Maderno così come del gonfalone (che prima portava uno stemma inesatto senza fascione rosso all'apice) e della bandiera comunale.
Secondo lo statuto l'uso dello stemma, del gonfalone e della bandiera è disposto o autorizzato dal sindaco.

## Monumenti e luoghi d'interesse

Chiesa di San Pietro e Paolo a Toscolano

- Chiesa parrocchiale dei Santi Pietro e Paolo Apostoli a Toscolano.
- Chiesa parrocchiale di Sant'Andrea Apostolo a Maderno
- Maderno: Basilica di Sant'Andrea, architettura romanica del XII secolo[13] (anche se non si esclude l'ipotesi che parte del lato nord facesse già parte di un precedente edificio del IX secolo[13]). All'interno, rimaneggiato nel corso dei secoli, colonne a pianta quadrilobata sorreggono archi a tutto sesto[13].
- Palazzo Gonzaga, del XVII secolo.
- Palazzo Bulgheroni, del XVII secolo.
- Santuario di Supina
- Orto botanico "Giordano Emilio Ghirardi"
- Museo della Carta di Toscolano Maderno

## Società

### Evoluzione demografica
Abitanti censiti

## Geografia antropica

### Frazioni
| Frazione  | Popolazione | Distanza dalla sede comunale | Altitudine   |
| --------- | ----------- | ---------------------------- | ------------ |
| Maderno   | 2.740       | -                            | 140 m s.l.m. |
| Toscolano | 2.500       | -                            | 140 m s.l.m. |
| Vigole    | 350         | 3,2 km                       | 295 m s.l.m. |
| Bornico   | 350         | 2,6 km                       |              |
| Gaino     | 350         | 2,9 km                       | 301 m s.l.m. |
| Maclino   | 300         | 2,0 km                       |              |
| Pulciano  | 300         | 1,7 km                       | 265 m s.l.m. |
| Cecina    | 169         | 2,8 km                       | 180 m s.l.m. |
| Messaga   | 100         | 2,3 km                       | 177 m s.l.m. |
| Mornaga   | 100         | 3,2 km                       | 177 m s.l.m. |
| Roina     | 93          | 4,7 km                       | 122 m s.l.m. |
| Folino    | 50          | 3,7 km                       | 287 m s.l.m. |
| Cabiana   | 50          | 3,8 km                       | 284 m s.l.m. |
| Bezzuglio | 50          | 4,1 km                       |              |
| Sanico    | 48          | 4,4 km                       | 339 m s.l.m. |

Le principali frazioni di Toscolano Maderno sono: Maderno, Toscolano, Gaino, Cecina, Vigole, Sanico, Bornico, Roina, Maclino, Pulciano, Folino, Cabiana e Stina.
Le frazioni maggiori, Maderno e Toscolano, rappresentano circa il 70% della popolazione complessiva del comune e danno il nome allo stesso. Occupano rispettivamente la parte sud-ovest e la parte nord-est del promontorio. Sono divisi dal torrente Toscolano nei pressi del quale si trova il municipio e l'ufficio postale.
Le frazioni più piccole si distribuiscono sulle colline soprastanti il promontorio. Si dividono in due aree, a seconda della loro collocazione rispetto al torrente Toscolano e alla valle delle cartiere che esso attraversa.
A sud-ovest si incontra in un piccolo promontorio, arrivando da Fasano di Sotto (frazione di Gardone Riviera), la frazione di Bornico attraversata dal torrente omonimo; a mezza collina si trova Bezzuglio, adiacente a Fasano di Sopra e collegata da un sentiero a Maclino che invece si posiziona sopra via Roma, la porzione di strada statale che porta all'ingresso del golfo di Maderno; accanto a Maclino si trova la contrada Stina e più oltre la frazione Vigole; da Vigole si stacca via Sanico che, attraverso la contrada Rosei, porta alla frazione Sanico, il borgo più alto in quota, alle pendici del Monte Pizzocolo. Altre contrade minori di monte Maderno sono Pezzuglio, Calcine, San Martino, Sant'Ambrogio.
A nord-est, salendo in collina da via Pulciano-Gaino, passando per la contrada Camistero si arriva prima alla frazione di Pulciano e proseguendo a mezza collina verso nord-est si attraversano i borghi di Cussanga, Messaga, Cecina. Proseguendo a salire da Pulciano si giunge alla soprastante Gaino da cui, andando oltre, si attraversano Folino e Cabiana. Topologicamente più staccate dal promontorio tosco-madernese e dalla vicina collina, ci sono le frazioni di Mornaga e Roina, sul confine col comune di Gargnano (in particolare con le sue frazioni di Bogliaco, Villavetro e Fornico).

## Economia

### Agricoltura e pesca
Le coltivazioni storiche sono quella dell'ulivo, degli agrumi (limoni in particolare), della vite. Sono presenti sul territorio comunale alcuni frantoi per la produzione di olio di oliva.
Meno di una decina sono i pescatori rimasti in attività, essi usano le caratteristiche piccole (5 m) imbarcazioni munite di modesti motori fuoribordo. I pesci pescati nel lago sono l'agone, l'alborella, l'anguilla, la bottatrice, il barbo, la carpa, il carpione, il cavedano, il coregone lavarello, il luccio, il persico reale, il persico sole, la tinca, la trota, il vairone.

### Industria
L'industria più importante, presente dal 1300 fino a oggi, è quella della produzione della carta. Tutt'oggi è operante la Cartiera di Toscolano, del Gruppo Marchi (che nel 2006 ha assorbito il Gruppo Burgo), la quale occupa un'area di circa 100 ettari e ha circa 250 dipendenti.

### Turismo
Altra industria importante, storicamente presente a partire dalla seconda metà dell'Ottocento, è quella del turismo che nel tempo ha assunto un ruolo sempre più significativo nell'economia del territorio. Attualmente sono circa una cinquantina le strutture ricettive suddivise tra alberghi, agriturismi, campeggi e bed and breakfast. Ristoranti, bar, centro sportivi fanno da corredo e completamento a tale vocazione turistica.
Il turismo, specialmente a Maderno, è frequente d'estate, grazie ai bellissimi paesaggi che offre il lungolago. Molti lo definiscono lo scorcio migliore del Garda per l'acqua che circonda entrambi i paesi.

## Infrastrutture e trasporti
Toscolano Maderno è attraversato dalla SS 45 BIS Gardesana Occidentale che collega Cremona e Brescia a Trento e che nel tratto fra Salò e Riva del Garda affianca la costa del lago di Garda.
È inoltre presente un servizio di traghetti e aliscafi con servizio passeggeri per i vari porti del lago e che permette di traghettare auto e corriere da Maderno per Torri del Benaco sulla sponda veronese.
Storicamente legata alla presenza del lago per le sue comunicazioni, Toscolano e Maderno ospitarono fra il 1902 e il 1934 le due omonime stazioni lungo la tranvia Brescia-Salò-Gargnano.

## Amministrazione
| Periodo          | Periodo          | Primo cittadino               | Partito                         | Carica                  | Note |
| ---------------- | ---------------- | ----------------------------- | ------------------------------- | ----------------------- | ---- |
| 1928             | 1929             | Rag. Giovanni Bonaspetti      | -                               | Podestà                 |      |
| 1930             | 1931             | Cav. Ettore Bianchi           | -                               | Podestà                 |      |
| 1932             | 1935             | Cav. G. Battista Ciscato      | -                               | Podestà                 |      |
| 1936             | 1937             | Sig. Angelo Elena             | -                               | Podestà                 |      |
| 1938             | 1943             | Dr. Pier Luigi Valdini        | -                               | Podestà                 |      |
| 1944             | 1944             | Dott. Ezio Careri             | -                               | Commissario prefettizio |      |
| aprile 1944      | novembre 1944    | Camillo Andreana              | -                               | Commissario prefettizio |      |
| novembre 1944    | 1945             | Dott. Aristodemo Bevilacqua   | -                               | Commissario prefettizio |      |
| 1946             | 1946             | Avv. Guido Ragozzi            | -                               | Sindaco                 |      |
| 1947             | 1951             | Ing. Carlo Benedetti          | -                               | Sindaco                 |      |
| 1952             | 1956             | Sig. Giuseppe Bompani         | -                               | Sindaco                 |      |
| 1956             | 1960             | Avv. Ignazio Maffizzoli       | -                               | Sindaco                 |      |
| 1960             | 1960             | Cav. Nino Gaoso               | -                               | Sindaco                 |      |
| 1961             | 1970             | Sig. Ruggero Manfredi         | -                               | Sindaco                 |      |
| 1970             | 1975             | Rag. Gian Franco Cavallini    | -                               | Sindaco                 |      |
| 1976             | 1980             | Sig. Ruggero Manfredi         | -                               | Sindaco                 |      |
| 1981             | 1985             | Prof. Marco Manfredi          | -                               | Sindaco                 |      |
| 1986             | 1990             | Sig. Attilio Apollonio        | -                               | Sindaco                 |      |
| 1991             | 1994             | Prof.Marco Manfredi           | -                               | Sindaco                 |      |
| 21 novembre 1994 | 30 novembre 1998 | Ing. Silvano Boni             | PDS                             | Sindaco                 |      |
| 30 novembre 1998 | 14 aprile 2008   | Ing. Paolo Elena              | Casa delle Libertà              | Sindaco                 |      |
| 14 aprile 2008   | 27 maggio 2013   | Sig. Roberto Righettini       | PdL – LN                        | Sindaco                 |      |
| 27 maggio 2013   | 15 maggio 2023   | Sig.ra Delia Maria Castellini | lista civica "Fare Comune" (PD) | Sindaco                 |      |
| 15 maggio 2023   | in carica        | Dott.ssa Chiara Chimini       | lista civica "La civica" (Lega) | Sindaco                 |      |

## Sport
Toscolano Maderno offre la possibilità di praticare diverse discipline sportive, il trekking e la mountain bike sulle colline circostanti, la canoa, la voga alla veneta, il dragon boat e la vela nelle acque antistanti.
Presso l'hotel Bogliaco è presente un campo da golf da 18 buche.
Vi ha sede la società calcistica dell'ASD ALTO GARDA, ma prima di essa vi è sempre stata la società sportiva TOSCOLANO MADERNO dai colori sociali rossoneri, che rimane ancora nel cuore dei toscomadernesi.